# Tuure Lehén
Pour les articles homonymes, voir Léhen.
Tuure Lehén, né le 28 avril 1893 à Jämsä et mort le 12 octobre 1976 , est un homme politique communiste finlandais puis soviétique, philosophe, journaliste et historien.
Il est ministre des Affaires intérieures sous la République démocratique finlandaise de décembre 1939 à mars 1940.
Il est principalement connu pour avoir écrit des textes sur les tactiques de grève. Il participe à la guerre d'Espagne. Après la Seconde Guerre mondiale, il devient général dans l'Armée rouge.
Il est marié à Hertta Kuusinen de 1922 à 1933 et le couple a un fils.